# George Bowyer (6e baronnet)
George Bowyer, 6e et 2e baronnet, (3 mars 1783 - 1er juillet 1860), est un homme politique britannique. Il siège à la Chambre des communes pendant deux périodes entre 1807 et 1818, d'abord comme conservateur et ensuite comme whig .

## Biographie
Il est le fils de l'amiral George Bowyer (5e baronnet), et de sa deuxième épouse Henrietta Brett, fille de l'amiral Piercy Brett et est né à Radley Hall dans le Berkshire.
En 1800, il succède à son père comme baronnet. Bowyer fait ses études à Christ Church, Oxford, où il obtient un baccalauréat ès arts en 1804 et une maîtrise ès arts en 1807.
À l'élection générale de 1807, Bowyer est élu comme député pour Malmesbury, sous l'étiquette conservateur , un siège qu'il occupe jusqu'à sa démission en 1810 par nomination comme intendant du Manoir d'East Hendred.
Il retourne au Parlement l'année suivante en tant que whig, lorsqu'il est élu lors d'une élection partielle sans opposition en juin 1811 comme député d'Abingdon, à la suite de la démission de Henry Bowyer. Il est réélu en 1812, battant son adversaire conservateur par 112 voix contre 11  et occupe le siège jusqu'aux élections générales de 1818. En 1815, des difficultés financières l'obligent à vendre le contenu de Radley Hall. En conséquence, il déménage avec sa famille en Italie, se convertissant au catholicisme romain en 1850.
Le 19 novembre 1808, il épouse Anne Hammond Douglas, fille aînée du capitaine Andrew Snape Douglas. Ils ont trois fils et une fille.
Bowyer est mort à Dresde en Allemagne, mais est enterré à Radley. Il est remplacé dans les deux titres de baronnet successivement par ses fils George et William.
Bowyer est chevalier du Vénérable Ordre de Saint-Jean (KStJ), chevalier grand-croix de l'Ordre de Saint-Grégoire le Grand (GCSG) et chevalier commandeur de l' Ordre de Pie IX (KCPO).